# وزارت دادگستری ایالات متحده آمریکا
وزارت دادگستری ایالات متحده آمریکا (به انگلیسی: United States Department of Justice) یا در آمریکا مشهور به وزارت دادگستری یک بخش اجرایی فدرال از دولت ایالات متحده آمریکا است که وظیفه اجرای قانون و اجرای عدالت در ایالات متحده را برعهده دارد و معادل وزارت دادگستری در سایر کشورها است.
رئیس وزارت دادگستری آمریکا، دادستان کل ایالات متحده آمریکا و از اعضای کابینه دولت است. وی توسط رئیس‌جمهور معرفی می‌شود و بعد از تأیید مجلس سنا عهده‌دار این سمت می‌شود. در حال حاضر پم باندی دادستان کل است. وی ۸۷مین دادستان کل آمریکا است.

## ساختمان
ساخت و ساز ساختمان وزارت دادگستری آمریکا در سال ۱۹۳۵ به پایان رسید. این سازه اثر یک معمار آمریکایی است که البته در سال ۱۹۲۹ از دنیا رفت و ادامه پروژه را شرکت وی دنبال نمود و به پایان رسانید.
در سال ۲۰۰۱ و بخاطر ریاست پیشین این وزارتخانه، رابرت اف. کندی، نام وی را روی این ساختمان گذاشتند.

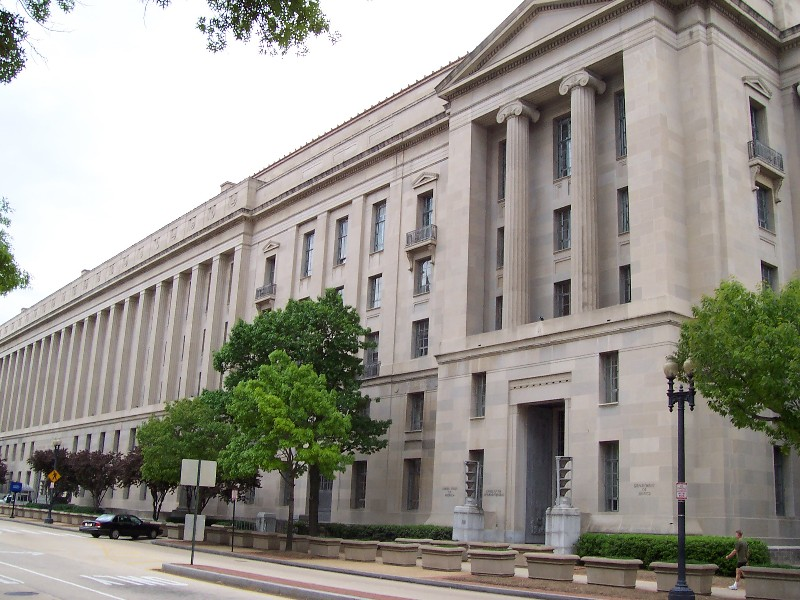
ساختمان رابرت اف. کندی - مقر مرکزی وزارت دادگستری
پرچم این وزارت‌خانه

## سازمان

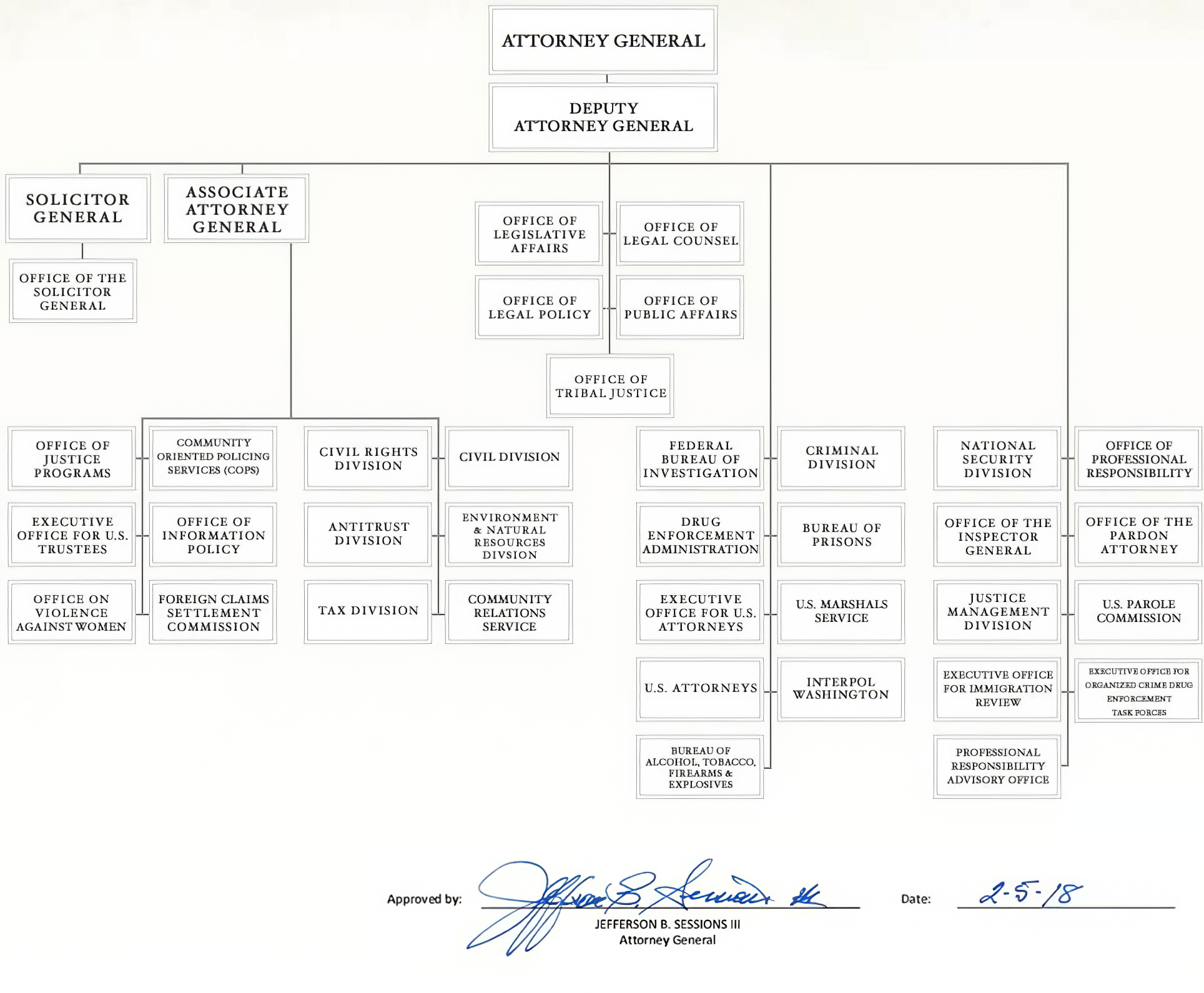
چارت سازمانی وزارت دادگستری.

### دفاتر رهبری
- دفتر دادستان کل ایالات متحده آمریکا
- دفتر قائم‌مقام دادستان کل
- دفتر معاون دادستان کل
- دفتر سلیسیتر کل ایالات متحده آمریکا

### بخش‌ها
| بخش                                                                                        | تاریخ ایجاد            |
| ------------------------------------------------------------------------------------------ | ---------------------- |
| بخش ضدتراست                                                                                | 1933                   |
| بخش مدنی (ابتدائاً بخش ادعاها خوانده می‌شد؛ در ۱۳ فوریه ۱۹۵۳ نام کنونی به آن داده شد)        | 1933                   |
| بخش حقوق مدنی                                                                              | 1957                   |
| بخش جنایی                                                                                  | 1919                   |
| بخش منابع زیست‌محیطی و طبیعی                                                                | 1909                   |
| بخش مدیریت دادگستری (JMD) (در آغاز بخش اداری خوانده می‌شد؛ نام کنونی در ۱۹۸۵ به آن داده شد) | 1945                   |
| بخش امنیت ملی (NSD)                                                                        | 2007                   |
| بخش مالیات                                                                                 | 1933                   |
| بخش جنگ (منحله)                                                                            | ۱۹۴۲ (در ۱۹۴۵ منحل شد) |

### سازمان‌های مجری قانون
سازمان‌های متعدد فدرال مجری قانون به وسیلهٔ وزارت دادگستری اداره می‌شوند:
- خدمات مارشال‌های ایالات متحده آمریکا (USMS)
- اف‌بی‌آی (FBI)
- اداره فدرالی زندان‌ها
- مؤسسه ملی اصلاحی
- اداره الکل، تنباکو، مهمات و مواد منفجره
- اداره مبارزه با مواد مخدر آمریکا (DEA)
- دفتر بازرس کل (OIG)